# شنن (کارولینای شمالی)
شنن (به انگلیسی: Shannon) شهری در ایالت کارولینای شمالی کشور ایالات متحده آمریکا است که جمعیت آن در سرشماری سال ۲۰۱۰ میلادی، ۲۶۳ نفر بوده‌است.